# Futbol'ny Klub Tarpeda-BelAZ Žodzina 2012
Questa voce raccoglie le informazioni riguardanti il Futbol'ny Klub Tarpeda-BelAZ Žodzina nelle competizioni ufficiali della stagione 2012.

## Stagione
La stagione 2012 ha visto il Tarpeda-BelAZ concludere all'undicesimo posto il campionato bielorusso, accedendo allo spareggio promozione/retrocessione contro l'Haradzeja, vinto nel doppio confronto. Nella coppa di Bielorussia 2012-2013 ha superato i quarti di finale sconfiggendo il Belšyna per 3-1, ma si è arreso al Minsk in semifinale per 1-0, venendo eliminato dalla competizione.

## Rosa
| N. |                        | Ruolo | Calciatore            |
| -- | ---------------------- | ----- | --------------------- |
| 1  | Bielorussia (bandiera) | P     | Pavel Chasnowski      |
| 2  | Bielorussia (bandiera) | D     | Arcëm Čėljadzinski    |
| 3  | Bielorussia (bandiera) | D     | Vjačaslaŭ Jaraslaŭski |
| 5  | Bielorussia (bandiera) | A     | Vitalʹ Lanʹko         |
| 8  | Bielorussia (bandiera) | A     | Aljaksandr Jackevič   |
| 11 | Bielorussia (bandiera) | C     | Dzmitryj Ščahrykovič  |
| 13 | Bielorussia (bandiera) | D     | Juryj Ryžko           |
| 14 | Bielorussia (bandiera) | C     | Dzmitryj Rėkiš        |
| 15 | Bielorussia (bandiera) | C     | Arcëm Salavej         |
| 16 | Bielorussia (bandiera) | P     | Dzjanis Parėčyn       |
| 17 | Bielorussia (bandiera) | C     | Aljaksej Kazloŭ       |
| 18 | Senegal (bandiera)     | D     | Pascal Mendy          |
| 19 | Bielorussia (bandiera) | C     | Arcëom Vas'koŭ        |

| N. |                        | Ruolo | Calciatore            |
| -- | ---------------------- | ----- | --------------------- |
| 20 | Bielorussia (bandiera) | D     | Dzmitryj Aliseyko     |
| 21 | Bielorussia (bandiera) | D     | Valeryj Karšakevič    |
| 23 | Bielorussia (bandiera) | C     | Dzmitryj Šaludz'ka    |
| 25 | Bielorussia (bandiera) | C     | Sjarhej Cichanoŭski   |
| 26 | Bielorussia (bandiera) | D     | Anton Rabcaŭ          |
| 27 | Bielorussia (bandiera) | C     | Maksim Karpovič       |
| 34 | Bielorussia (bandiera) | P     | Raman Scjapanaŭ       |
| 92 | Bielorussia (bandiera) | C     | Aljaksandr Sjaljava   |
|    | Bielorussia (bandiera) | C     | Jaŭhen Lašankoŭ       |
|    | Bielorussia (bandiera) | A     | Vadzim Dzemidovič     |
|    | Bielorussia (bandiera) | A     | Kiryl Vjarhejčyk      |
|    | Bielorussia (bandiera) | A     | Dzimitryj Chlebasolaǔ |

## Statistiche

### Statistiche di squadra
| Competizione   | Punti | In casa | In casa | In casa | In casa | In casa | In casa | In trasferta | In trasferta | In trasferta | In trasferta | In trasferta | In trasferta | Totale | Totale | Totale | Totale | Totale | Totale | DR  |
| Competizione   | Punti | G       | V       | N       | P       | Gf      | Gs      | G            | V            | N            | P            | Gf           | Gs           | G      | V      | N      | P      | Gf     | Gs     | DR  |
| -------------- | ----- | ------- | ------- | ------- | ------- | ------- | ------- | ------------ | ------------ | ------------ | ------------ | ------------ | ------------ | ------ | ------ | ------ | ------ | ------ | ------ | --- |
| Vyšėjšaja Liha | 24    | 15      | 4       | 4       | 7       | 10      | 19      | 15           | 1            | 5            | 9            | 7            | 20           | 30     | 5      | 9      | 16     | 17     | 39     | -22 |
| Kubak Belarusi | -     | 0       | 0       | 0       | 0       | 0       | 0       | 4            | 3            | 0            | 1            | 7            | 3            | 4      | 3      | 0      | 1      | 7      | 3      | +4  |
| Totale         | -     | 15      | 4       | 4       | 7       | 10      | 19      | 19           | 4            | 5            | 10           | 14           | 23           | 34     | 8      | 9      | 17     | 24     | 42     | -18 |